# New York Film Critics Circle Award

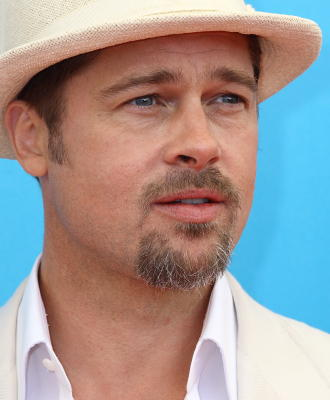
Brad Pitt won de prijs voor beste acteur in 2011 voor zijn rollen in Moneyball en The Tree of Life

De New York Film Critics Circle Awards zijn een reeks internationale filmprijzen die jaarlijks wordt uitgereikt door de New York Film Critics Circle (NYFCC), een organisatie van filmcritici die werkzaam zijn voor kranten en tijdschriften die in  New York worden uitgegeven. 
De New York Film Critics Circle Awards worden sinds 1935 jaarlijks uitgereikt. De leden van de NYFCC komen elk jaar in december bijeen om de winnaars van het afgelopen jaar te verkiezen. De winnaars worden meestal in december of januari aangekondigd. De prijzen worden gezien als een van de voornaamste prijzen in de aanloop naar de Oscars; veel van de bekroonde films winnen ook een Oscar.
De New York Film Critics Circle geeft ook speciale, eenmalige prijzen aan personen of organisaties die volgens de organisatie een belangrijke bijdrage hebben geleverd aan de cinema, waaronder filmcritici, filmrestaurateurs en historici.
De organisatie presenteert jaarlijks een filmserie in het American Museum of the Moving Image in New York.

## Categorieën
De prijzen worden uitgereikt in een reeks categorieën:
- Beste acteur
- Beste actrice
- Beste acteur in een bijrol
- Beste actrice in een bijrol
- Beste regisseur
- Beste film
- Beste non-fictiefilm
- Beste animatiefilm
- Beste eerste film
- Beste niet-Engelse film
- Beste scenario

### Voormalige prijzen
De volgende prijzen worden niet langer uitgereikt:
- Beste documentairefilm (1980-1997) – vervangen door beste non-fictiefilm
- Beste nieuwe regisseur (1989-1996)

## Winnaars beste film
Films gemarkeerd met een † wonnen ook de Oscar voor beste film.
| Jaar | Winnaar                                              |
| ---- | ---------------------------------------------------- |
| 1935 | The Informer                                         |
| 1936 | Mr. Deeds Goes to Town                               |
| 1937 | The Life of Emile Zola †                             |
| 1938 | The Citadel                                          |
| 1939 | Wuthering Heights                                    |
| 1940 | The Grapes of Wrath                                  |
| 1941 | Citizen Kane                                         |
| 1942 | In Which We Serve                                    |
| 1943 | Watch on the Rhine                                   |
| 1944 | Going My Way †                                       |
| 1945 | The Lost Weekend †                                   |
| 1946 | The Best Years of Our Lives †                        |
| 1947 | Gentleman's Agreement †                              |
| 1948 | The Treasure of the Sierra Madre                     |
| 1949 | All the King's Men †                                 |
| 1950 | All About Eve †                                      |
| 1951 | A Streetcar Named Desire                             |
| 1952 | High Noon                                            |
| 1953 | From Here to Eternity †                              |
| 1954 | On the Waterfront †                                  |
| 1955 | Marty †                                              |
| 1956 | Around the World in Eighty Days †                    |
| 1957 | The Bridge on the River Kwai †                       |
| 1958 | The Defiant Ones                                     |
| 1959 | Ben-Hur †                                            |
| 1960 | Sons and Lovers en The Apartment †                   |
| 1961 | West Side Story †                                    |
| 1962 | Niet uitgereikt wegens de krantenstaking in New York |
| 1963 | Tom Jones †                                          |
| 1964 | My Fair Lady †                                       |
| 1965 | Darling                                              |
| 1966 | A Man for All Seasons †                              |
| 1967 | In the Heat of the Night †                           |
| 1968 | The Lion in Winter                                   |
| 1969 | Z                                                    |
| 1970 | Five Easy Pieces                                     |
| 1971 | A Clockwork Orange                                   |
| 1972 | Cries and Whispers                                   |
| 1973 | Day for Night                                        |
| 1974 | Amarcord                                             |
| 1975 | Nashville                                            |
| 1976 | All the President's Men                              |
| 1977 | Annie Hall †                                         |
| 1978 | The Deer Hunter †                                    |
| 1979 | Kramer vs. Kramer †                                  |
| 1980 | Ordinary People †                                    |
| 1981 | Reds                                                 |
| 1982 | Gandhi †                                             |
| 1983 | Terms of Endearment †                                |
| 1984 | A Passage to India                                   |
| 1985 | Prizzi's Honor                                       |
| 1986 | Hannah and Her Sisters                               |
| 1987 | Broadcast News                                       |
| 1988 | The Accidental Tourist                               |
| 1989 | My Left Foot                                         |
| 1990 | Goodfellas                                           |
| 1991 | The Silence of the Lambs †                           |
| 1992 | The Player                                           |
| 1993 | Schindler's List †                                   |
| 1994 | Quiz Show                                            |
| 1995 | Leaving Las Vegas                                    |
| 1996 | Fargo                                                |
| 1997 | L.A. Confidential                                    |
| 1998 | Saving Private Ryan                                  |
| 1999 | Topsy-Turvy                                          |
| 2000 | Traffic                                              |
| 2001 | Mulholland Drive                                     |
| 2002 | Far from Heaven                                      |
| 2003 | The Lord of the Rings: The Return of the King †      |
| 2004 | Sideways                                             |
| 2005 | Brokeback Mountain                                   |
| 2006 | United 93                                            |
| 2007 | No Country for Old Men †                             |
| 2008 | Milk                                                 |
| 2009 | The Hurt Locker †                                    |
| 2010 | The Social Network                                   |
| 2011 | The Artist                                           |
| 2012 | Zero Dark Thirty                                     |
| 2013 | American Hustle                                      |
| 2014 | Boyhood                                              |
| 2015 | Carol                                                |
| 2016 | La La Land                                           |
| 2017 | Lady Bird                                            |
| 2018 | Roma                                                 |
| 2019 | The Irishman                                         |
| 2020 | Lady Bird                                            |
| 2021 | Drive My Car                                         |
| 2022 | Tár                                                  |